# 1751
1751. је била проста година.

## Рођења

### Март
- 16. март — Џејмс Медисон, 4. председник САД

## Смрти

### Март
- 9. март — Живан Хајдаревић Црногорац, врховни сремски прота. (* 1675)
- 20. март — Фридрих Лудвиг фон Хановер, принц од Велса. (*1707)

### Април
- 5. април — Фредерик I од Шведске, краљ Шведске